# Havoc Pennington
Robert Sanford Havoc Pennington (...) è un informatico statunitense.
È un programmatore della comunità del software libero conosciuto per il suo apporto allo sviluppo di GNOME, Metacity, GConf e D-Bus.

## Biografia
Laureatosi nel 1998 all'Università di Chicago è stato uno dei principali sviluppatori di Debian GNU/Linux; nel 2000 ha fondato freedesktop.org.
Dopo aver lavorato nove anni come desktop manager e ingegnere per Red Hat, lavora attualmente presso la startup litl.
Pennington ha promosso lo sviluppo del progetto Mugshot e l'idea del GNOME Online Desktop.